# Chevrolet K5 Blazer
Chevrolet K5 Blazer — полноразмерный внедорожник производства General Motors. Является частью семейства Chevrolet C/K. Вытеснен с конвейера моделью Chevrolet Tahoe.

## Первое поколение (1969—1972)
Автомобиль Chevrolet K5 Blazer впервые был представлен в 1969 году. Его конкурентом считается Jeep CJ. Учитывая то, что автомобиль базирован на основе пикапа, стоимость производства снизилась[прояснить]. В Америке автомобиль пользовался огромной популярностью. Другими нововведениями являются кондиционер и АКПП.
Изначально компоновка автомобиля была только полноприводной. Опционально была доступна брезентовая откидная крыша. В 1970 году в модельный ряд вошла заднеприводная модель, а название было изменено на GMC Jimmy.

### Галерея

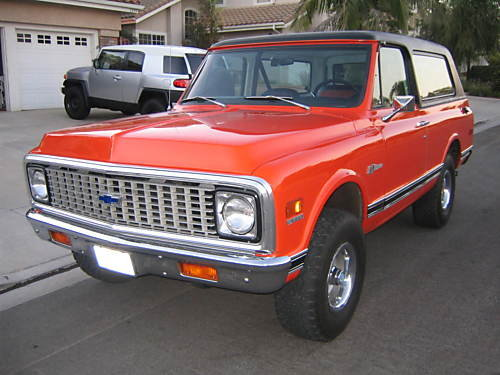
Chevrolet K5 Blazer
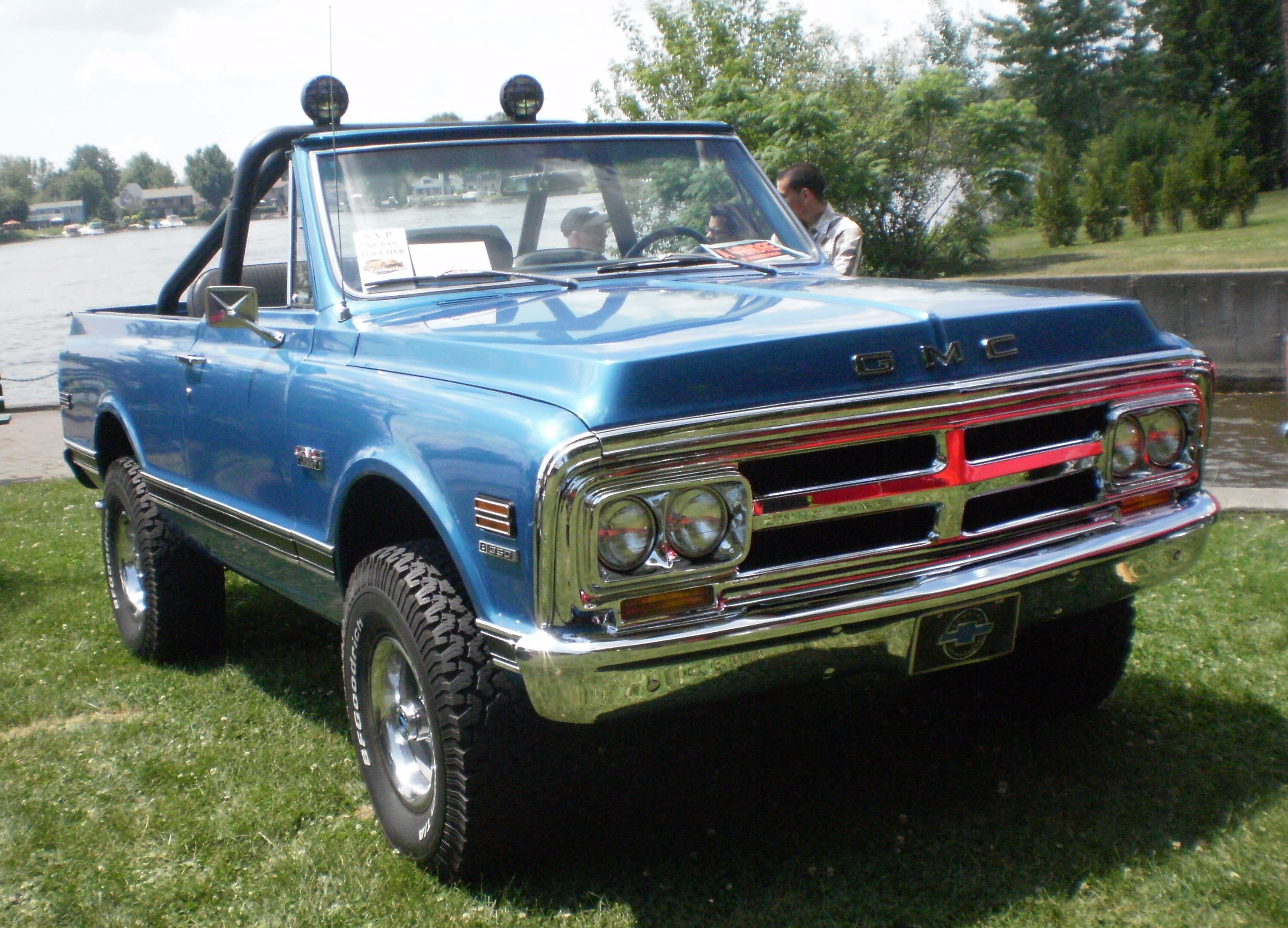
GMC Jimmy

## Второе поколение (1973—1991)
Автомобили Chevrolet K5 Blazer второго поколения получили название Rounded Line (Square Body). Производство заднеприводных моделей завершилось в 1982 году. До 97 км/ч автомобиль разгоняется за 22,5 сек.

### Двигатели
| Двигатель                 | Годы производства | Мощность            | Крутящий момент |
| ------------------------- | ----------------- | ------------------- | --------------- |
| Chevrolet Turbo-Thrift I6 | 1973—1978         | 105 л. с. (77 кВт)  | 251 Н*м         |
| Chevrolet Turbo-Thrift I6 | 1979—1984         | 130 л. с. (96 кВт)  | 285 Н*м         |
| Chevrolet Turbo-Thrift I6 | 1973—1974         |                     |                 |
| Chevrolet Small-Block V8  | 1981—1986         | 160 л. с. (118 кВт) | 319 Н*м         |
| Chevrolet Small-Block V8  | 1981—1986         | 155 л. с. (114 кВт) | 325 Н*м         |
| Chevrolet Small-Block V8  | 1981              | 130 л. с. (96 кВт)  | 325 Н*м         |
| Chevrolet Small-Block V8  | 1987              | 170 л. с. (125 кВт) | 353 Н*м         |
| Chevrolet Small-Block V8  | 1973              | 130 л. с. (96 кВт)  | 298 Н*м         |
| Chevrolet Small-Block V8  | 1973—1986         | 160 л. с. (118 кВт) | 373 Н*м         |
| Chevrolet Small-Block V8  | 1981—1986         | 160 л. с. (118 кВт) | 353 Н*м         |
| Chevrolet Small-Block V8  | 1987—1991         | 210 л. с. (154 кВт) | 407 Н*м         |
| Chevrolet Small-Block V8  | 1975—1980         | 185 л. с. (136 кВт) | 407 Н*м         |
| Detroit Diesel V8         | 1982—1991         | 135 л. с. (99 кВт)  | 325 Н*м         |

### Галерея

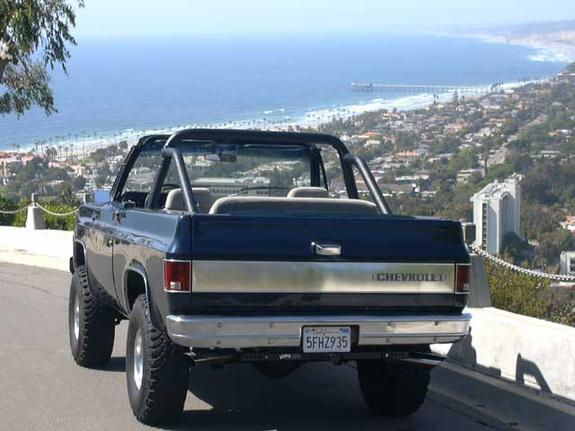
Кабриолет
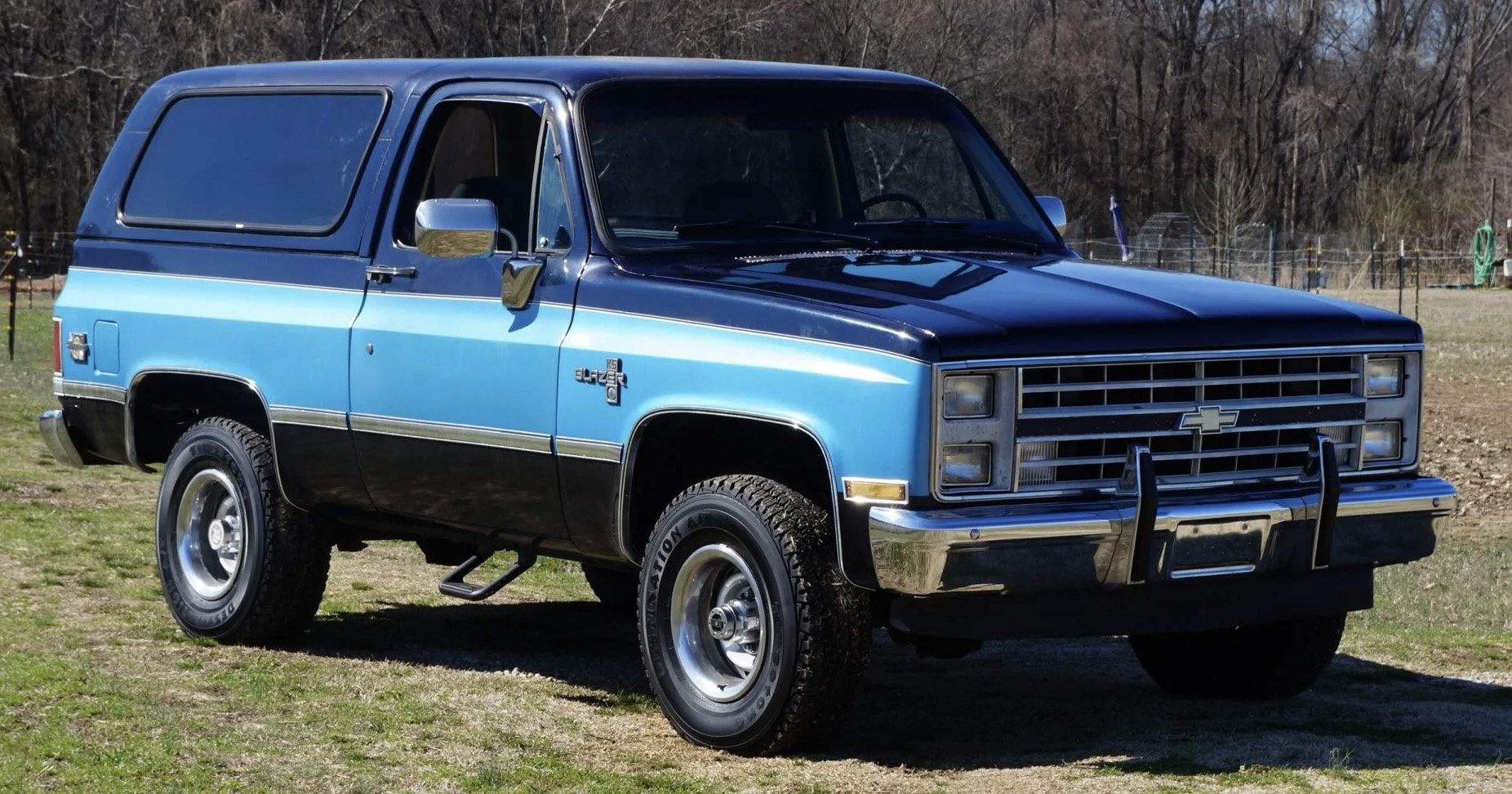
Chevrolet K5 Blazer Silverado
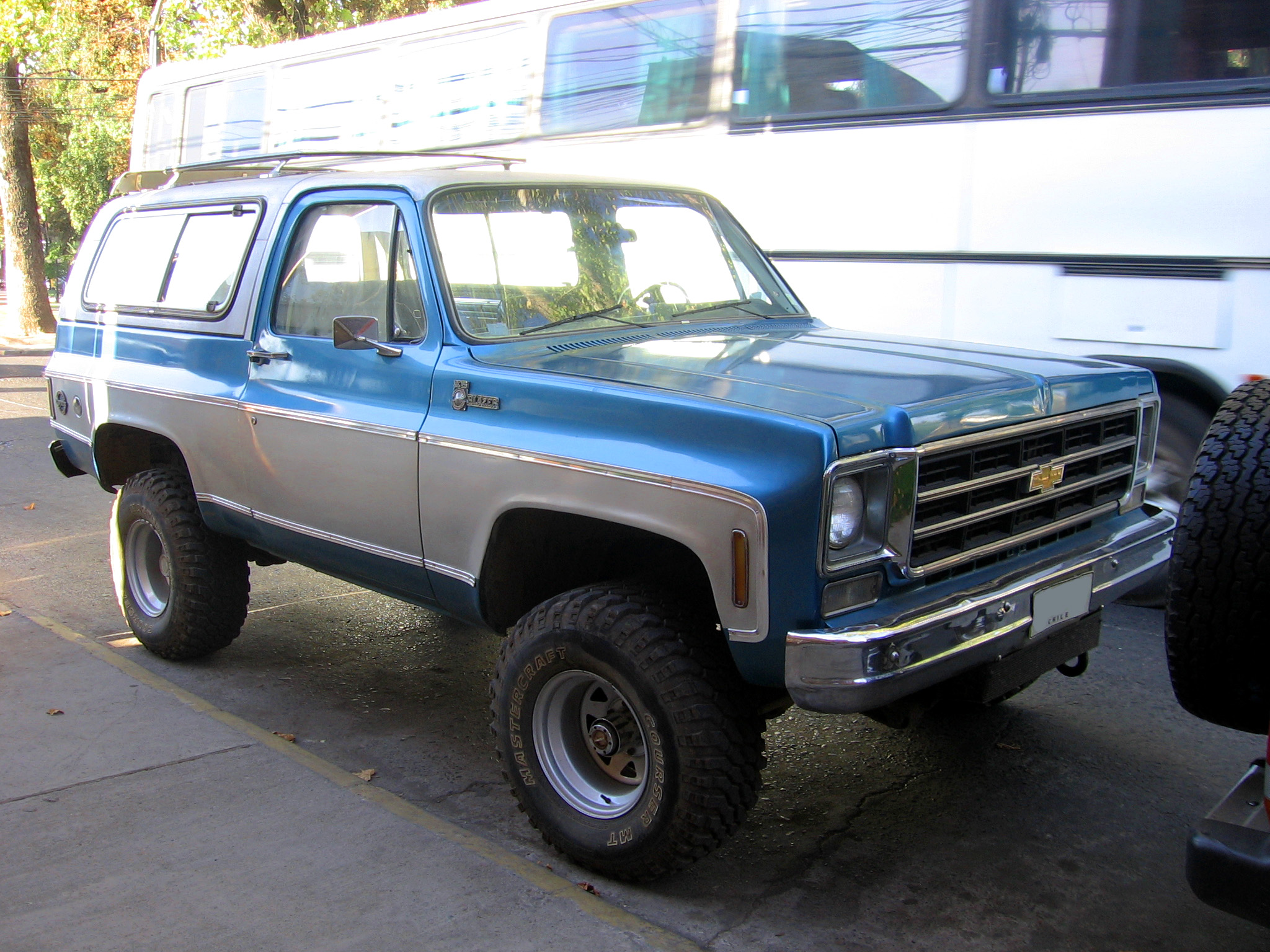
Chevrolet K5 Blazer Cheyenne
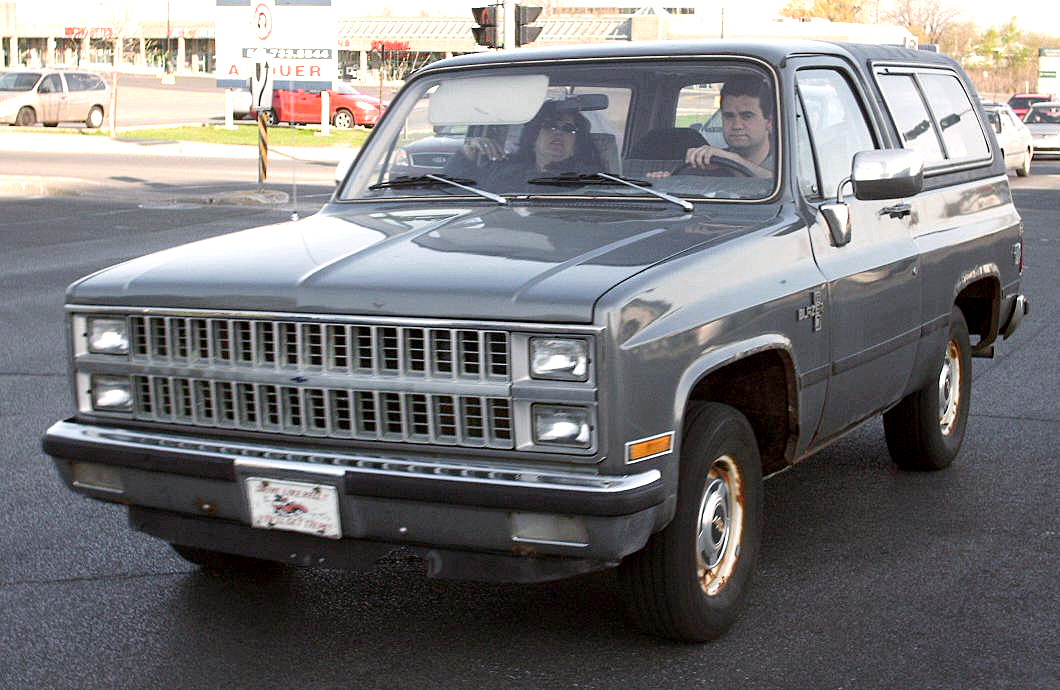
Chevrolet K5 Blazer
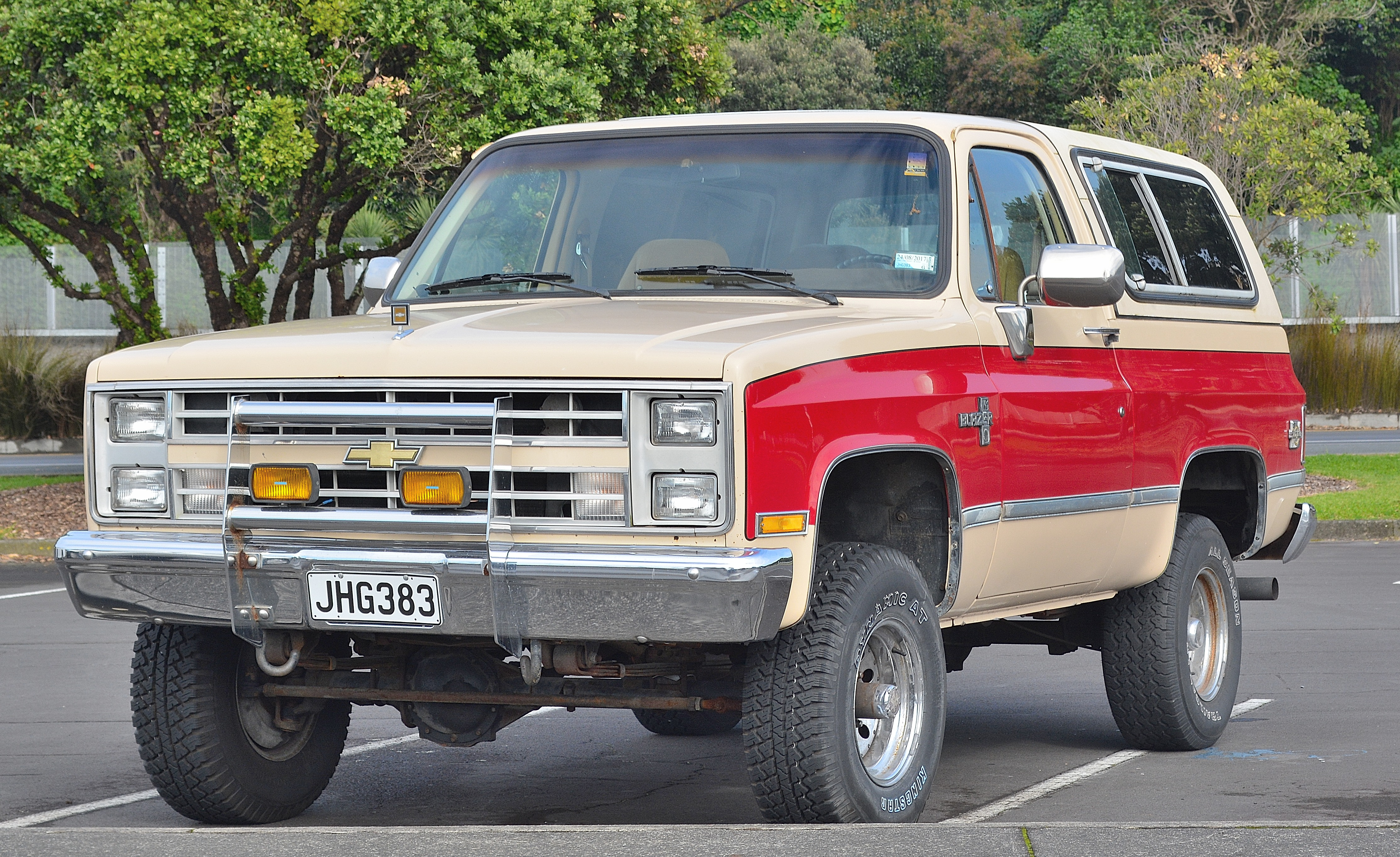
Chevrolet K5 Blazer
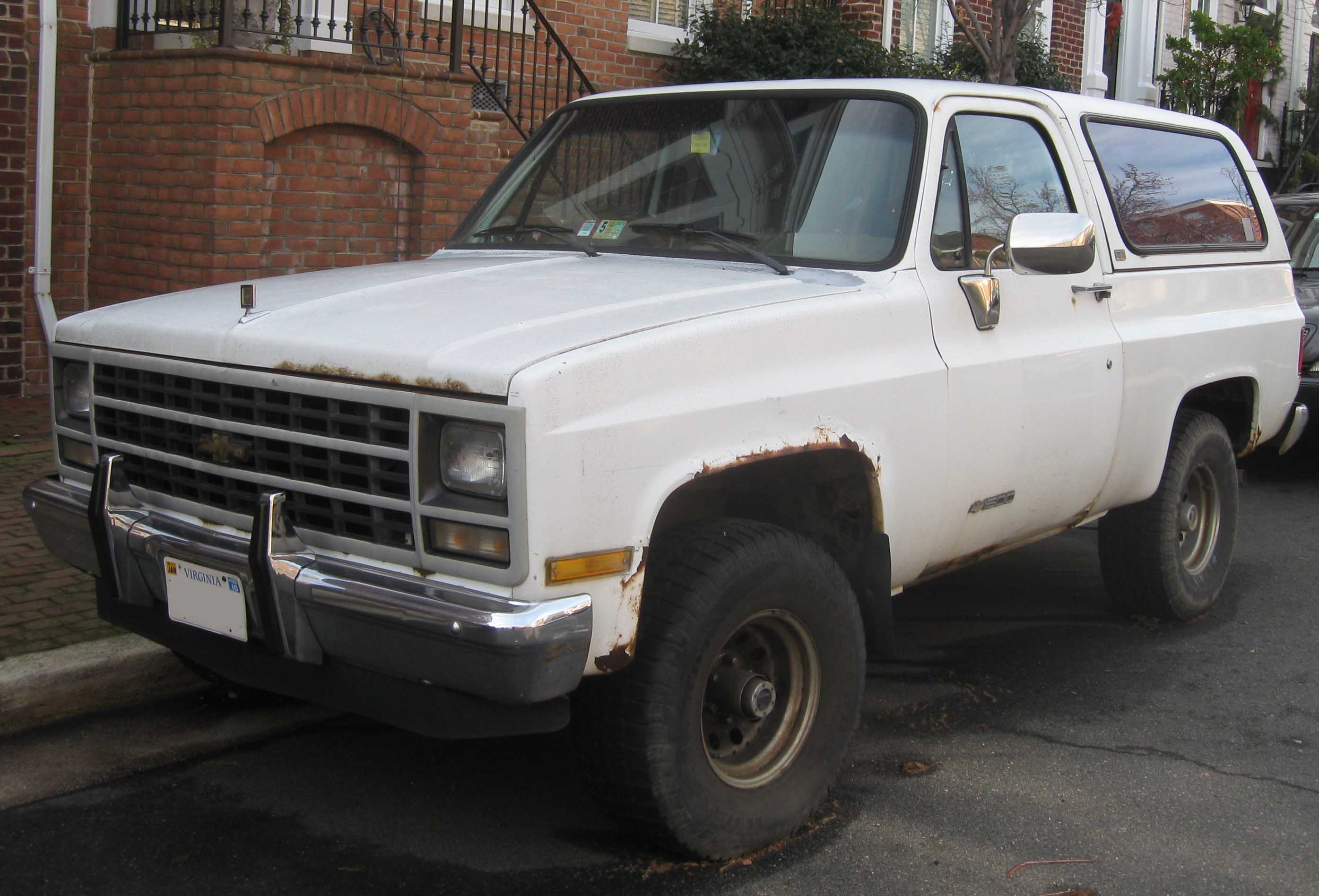
Scottsdale
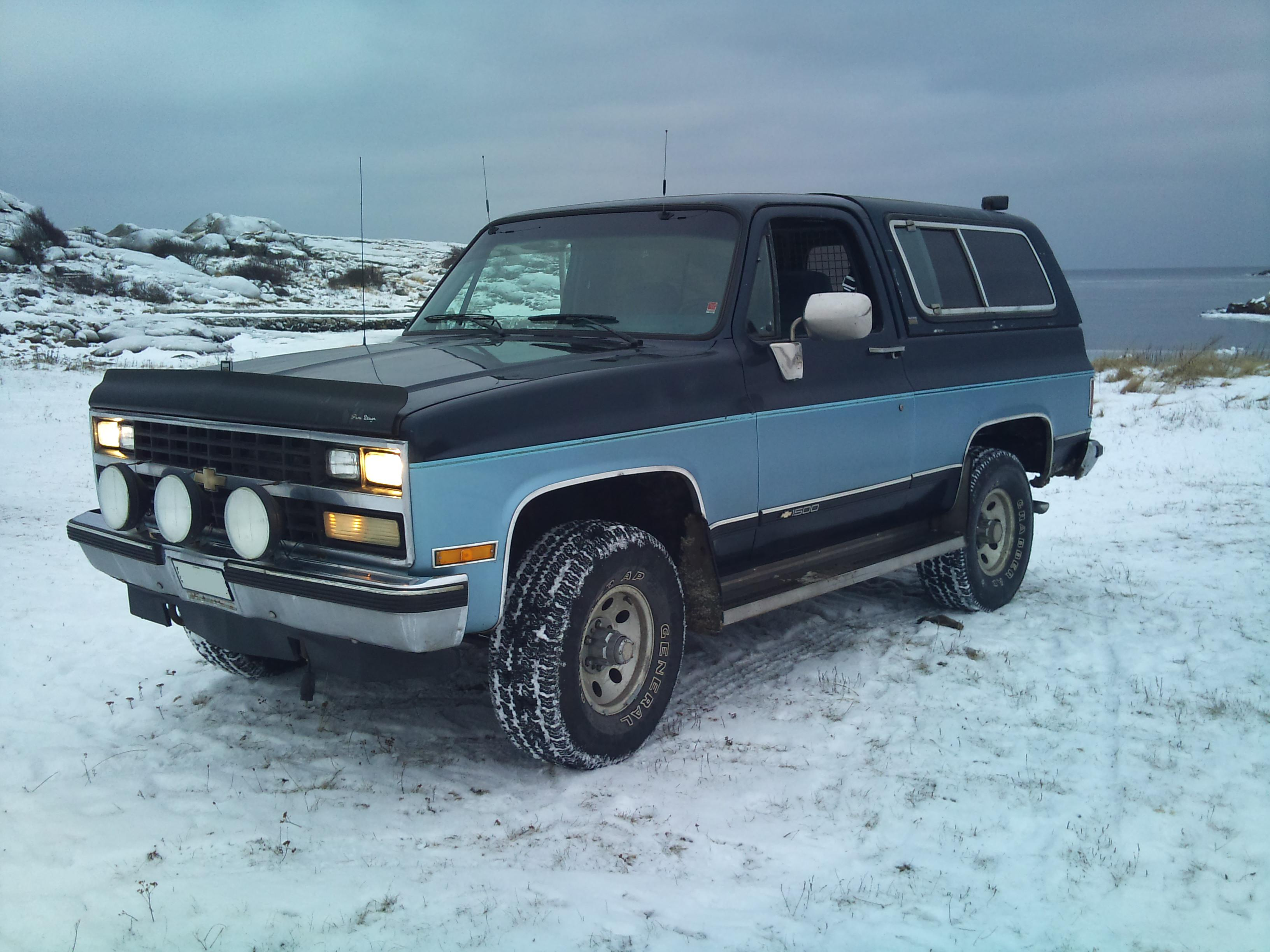
Chevrolet Blazer 1500
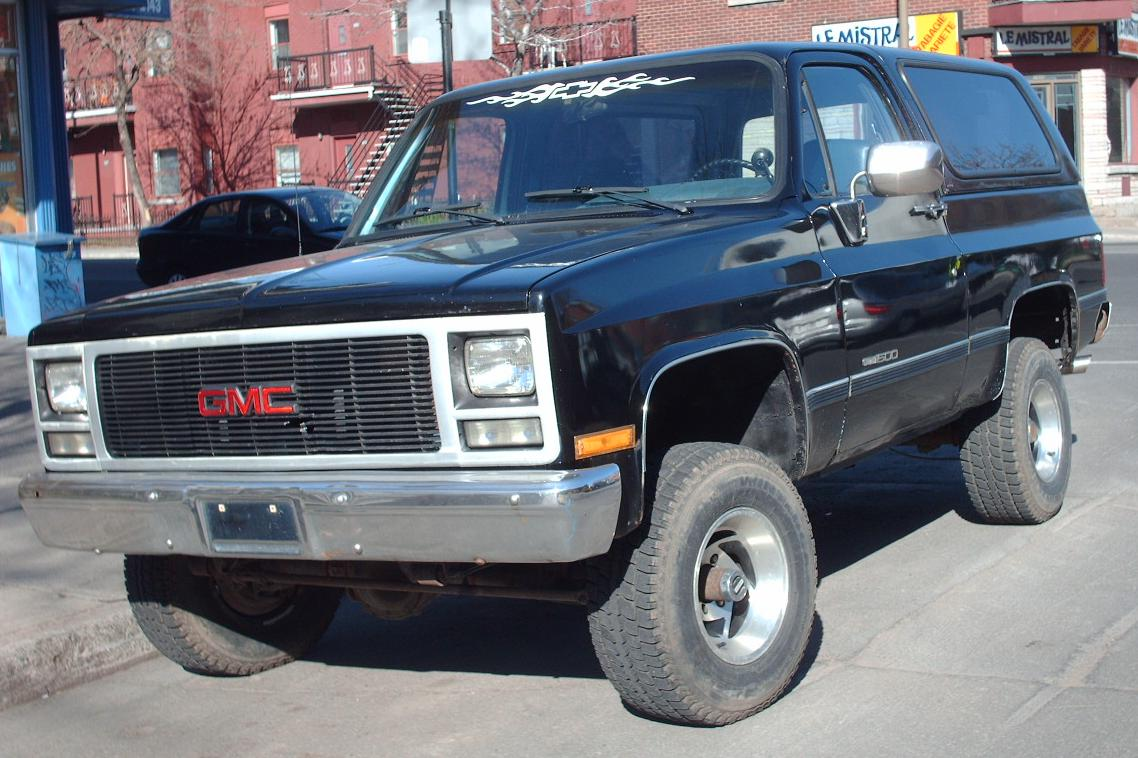
GMC Jimmy

## Третье поколение (1992—1994)

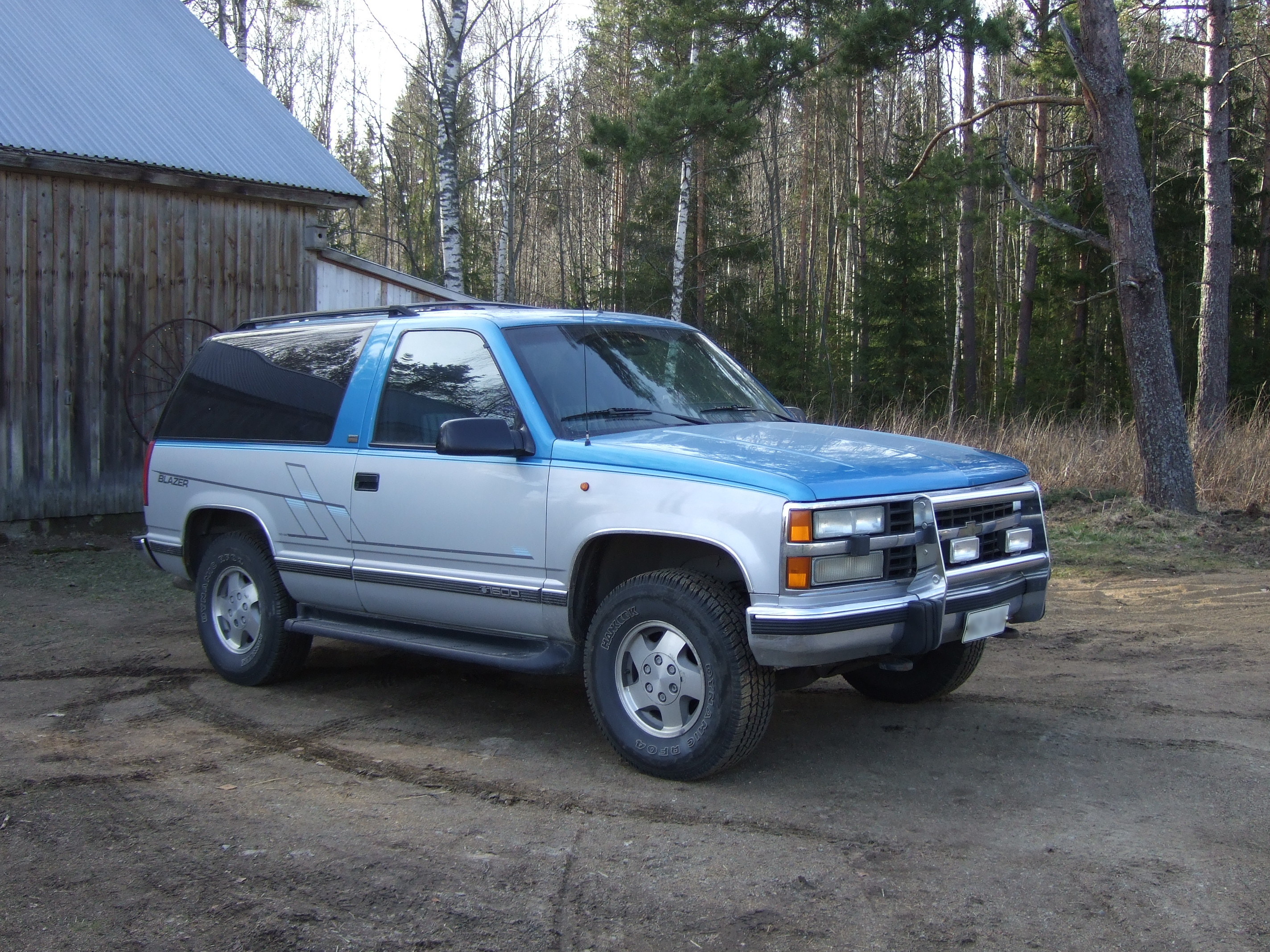
Chevrolet K5 Blazer

С 1992 года автомобиль Chevrolet K5 Blazer производился на платформе GMT400. Название было изменено на Full-Size Blazer.

## Военные и экспортные модели
- M1009
- Chalet / Casa Grande (1976—1977)[12][13][14][15]
- Yukon GT (1993—1997)[16][17]
- K5 Blazer-E (1977)
- Retro Tahoe[18][19][20][21][22]

## Галерея

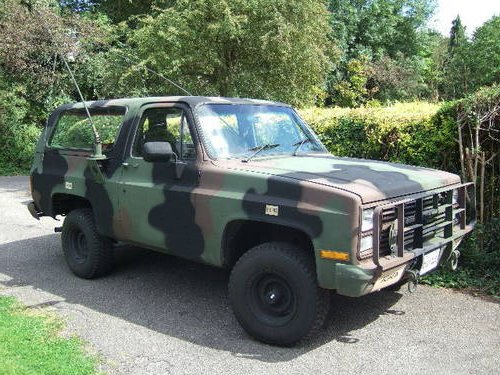
Military M1009 CUCV
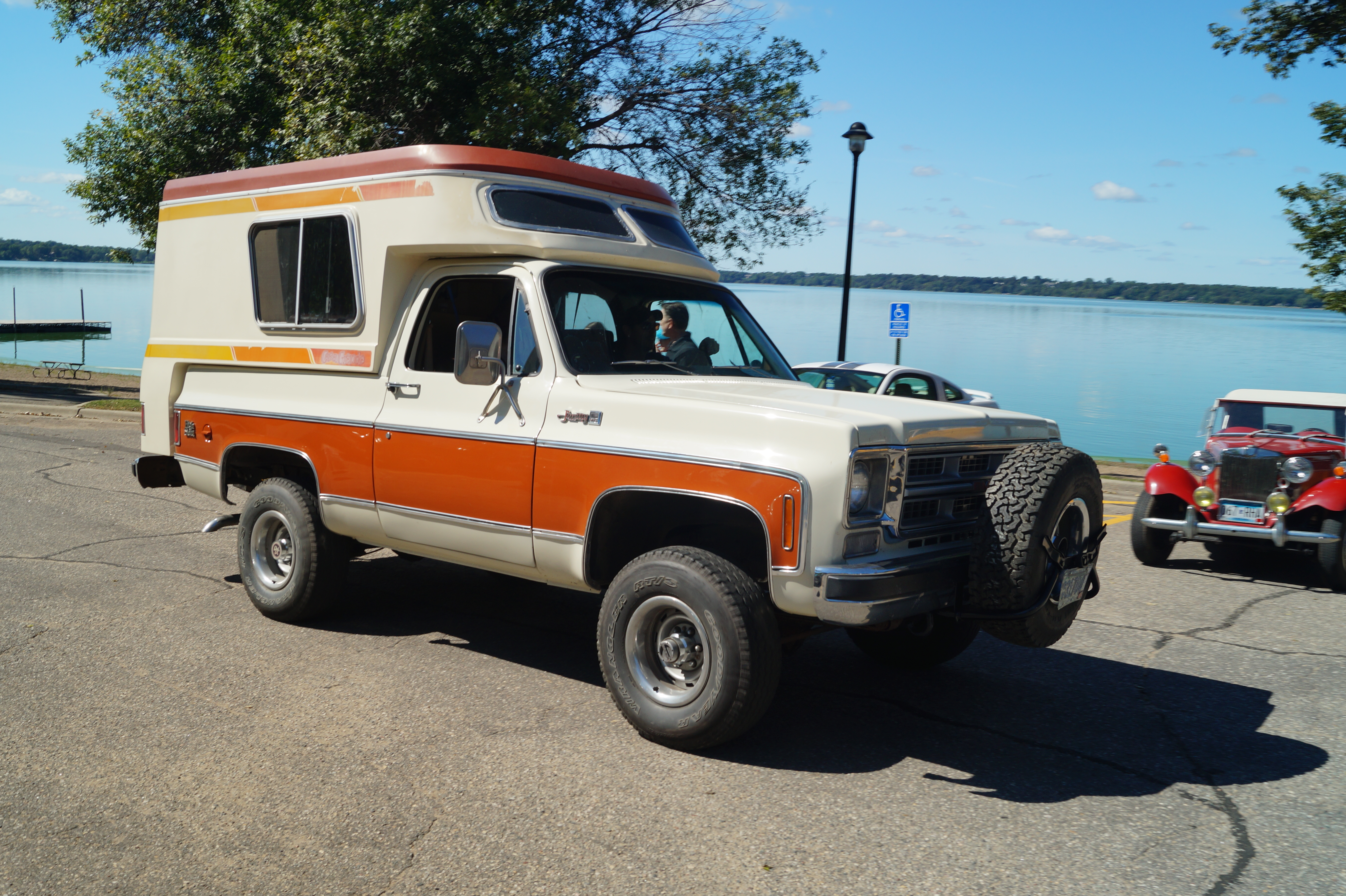
GMC Jimmy Casa Grande
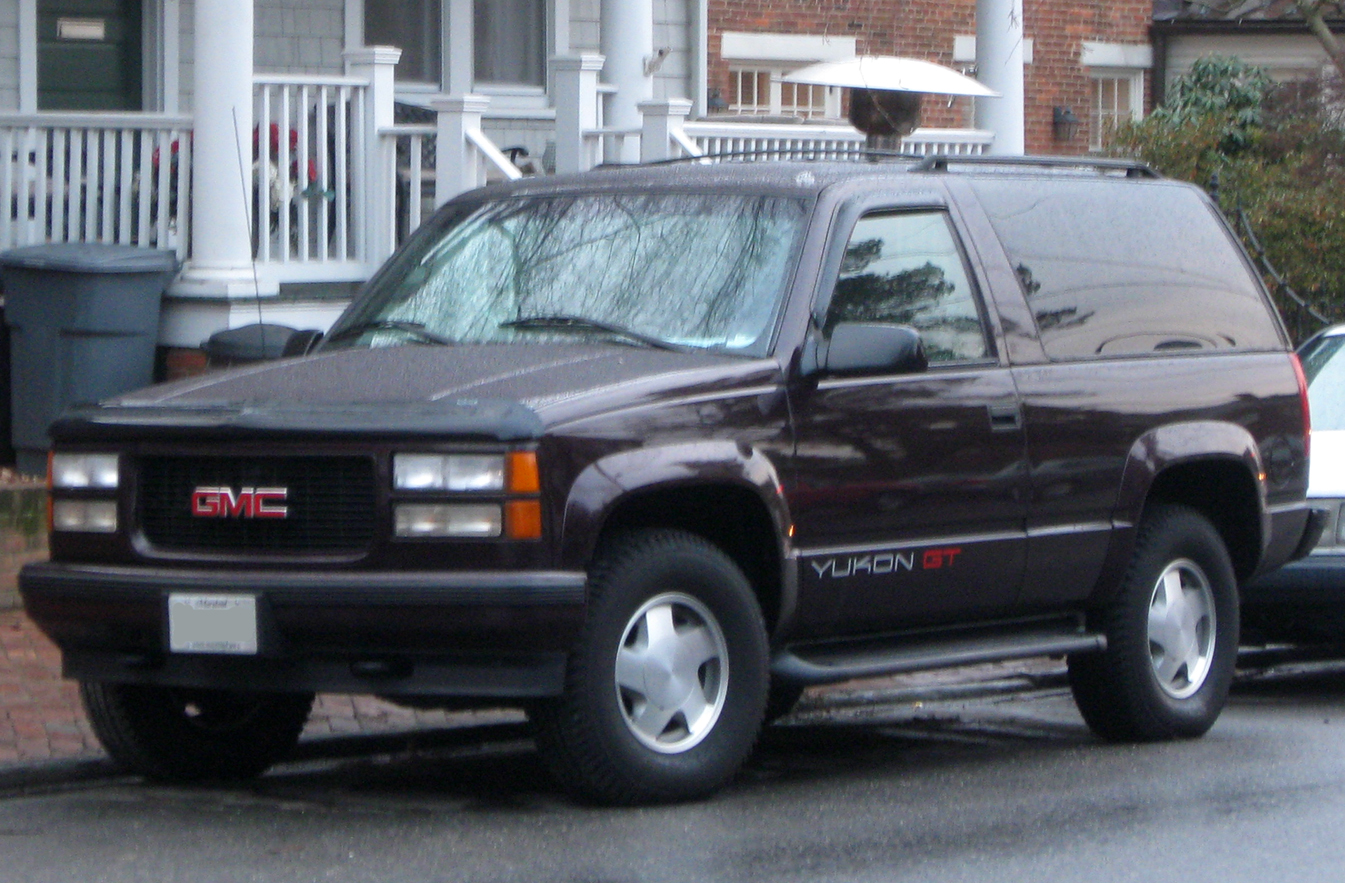
GMC Yukon GT